# Технологии передачи запаха
Технологии передачи запаха — технологии, позволяющие передавать, принимать и воспроизводить ароматы с помощью цифровых технологий. При этом используется такое специальное оборудование, как специальные электронные «проигрыватели», а также специальное программное обеспечение.

## История
В 1959 году в США в городе Нью-Йорк с разницей в три недели публике было представлено сразу две системы имитации запахов — Smell-O-Vision, созданная Хансом Лаубе (Hans Laube), и AromaRama Чарльза Вейса (Charles Weiss). Обе системы использовали системы кондиционирования кинотеатров для создания ароматического сопровождения кинофильмов. С применением этой технологии было показано лишь два фильма — «Запах тайны» (Scent of Mystery) режиссёра Джека Кардиффа, который использовал Smell-O-Vision, и «Behind the Wall», итальянского режиссёра Карло Лидзани (Carlo Lizzani), применившего систему AromaRama. Оба фильма получили смешанные оценки критиков и зрителей. Широкого распространения эти системы не получили из-за нестабильной работы и побочных эффектов — распространение запахов по залу не всегда совпадало с действием на экране, а у некоторых зрителей проявлялась аллергия.

## Современные разработки
В 1999 году компания DigiScents представила устройство под названием iSmell, разработанное для имитации запаха, передаваемого по сети Интернет. Устройство содержало картридж с 128 «основными запахами», которые смешивались в определённой пропорции для создания других ароматов. DigiScents разработала несколько тысяч запахов, которые могли быть переданы через электронную почту или размещены на веб-странице. Сумев привлечь 20 млн$, в 2001 году компания была вынуждена закрыться из-за нехватки финансирования.
В 2005 году испанские ученые из Университета Хуэльва разработали протокол XML Smell, который способен передавать запахи. Также было создано устройство, способное считывать окружающий аромат и оцифровывать его.
В 2007 году в Японии было представлено Aroma Geur. Оно оснащено интерфейсом USB и рассчитано на использование с Интернет-радиостанцией Tokyo FM. Внутри устройства — шесть картриджей с ароматизаторами на масляной основе. Их запахи могут смешиваться, образуя необходимые комбинации, в ответ на управляющие сигналы. Предполагается, что синхронизация запахов, цвета и звуков транслируемой музыки поможет слушателю принять подходящее настроение.
В феврале 2008 года компания Nokia представила концепт мобильного телефона, который был оборудован сенсорами, воспринимающими свет, звук, прикосновения и запах. Также заявлялось о возможности определять, передавать и воспроизводить полученные запахи.
В 2009 году британские исследователи из университетов Йорка и Варвика заявили о ведении работ над шлемом виртуальной реальности «Виртуальный кокон» (англ. Virtual Cocoon). По словам ученых, шлем может обмениваться информацией с компьютером по беспроводной связи и передавать не только изображение и звук, но и вкус и запах с помощью специальных химических веществ, которые будут напрямую впрыскиваться в рот и нос.
Группа ученых из Токийского аграрно-технического университета во главе с Харука Матсукара (англ. Haruka Matsukara) сумели изобрести «пахнущий экран», который был представлен на конференции института инженеров по электротехнике и электронике IEEE Virtual Reality 2013, что прошла в городе Орландо, Флорида. Данный экран способен создавать запахи с помощью гелиевых гранул, которые, при нагревании, просто испаряются, генерируя запах. А вентиляторы, установленные в углах монитора, направляют эти запахи с определённых зон монитора в сторону пользователя. Но перед тем как «достичь» пользователя, запахи соединяются, тем самым создавая иллюзию, что они приходят не от вентиляторов, а именно от экрана.
Летом 2021 года стартап Illusion анонсировал устройство Aroma, способное имитировать запахи в зависимости от происходящего на экране. Гаджет синхронизируется с телевизором, смартфоном и компьютером через Bluetooth. В устройстве 28 картриджей с запахами. Разнообразие ароматов создаётся путем их смешивания — как на палитре.